# Harry Smith Parkes
Sir Harry Smith Parkes (1828 - 1885) foi uma diplomata britânico do século XIX que trabalhou principalmente na China e no Japão. Parkes Street (Rua Parkes) em Kowloon, Hong Kong é nomeada em sua homenagem.